# 無法結婚的理由
《無法結婚的理由》（直譯為「不能結婚是有理由的。」）是邑咲奇所創作的日本漫畫，開始連載於電子漫畫雜誌《戀愛Soiree》2018年 Vol.5。
2021年獲朝日放送電視台翻拍為電視劇，速水直道主演，4月18日至6月20日播映。

## 電視劇

### 演員列表
- 富澤光央：速水直道
- ：若月佑美
- 井上健太：古川毅
- 谷村鐵子：井頭愛海
- ：山口真帆
- 川越靜香：吉田志織
- ：秋山柚稀
- 一之瀨小春：鳴海壽莉亞
- 係長：Dandy阪野
- 鐵子的母親：高田聖子

## 外部連結
- 官方網站（日語）
- 電視劇官方網站（日語）